# 長征二號運載火箭
長征二號運載火箭（简作长征二号，CZ-2）是中国研发的长征系列运载火箭之一，为二级液体运载火箭，由东风五号导弹改造而来，主要用于发射高度在500km以下的各类近地轨道卫星和其他航天器。除首发失败外，本型号火箭的其他3次发射全部圆满成功，其派生型号的发射成功率亦极好，在長征二號的技術基礎上發展的长征二号系列运载火箭是发射成功率极好的航天运载火箭系列之一。此外，长征二号甲曾被考虑用作中国首艘载人飞船“曙光号”的运载火箭。

## 主要发展历史
1971年至1973年，东风五号01批次的前两枚遥测弹的三次试射皆没有取得成功，研制工作遭遇重大挫折，已无希望完成预想在1972年结束的“八年四弹”规划。1973年10月，东风五号的研制试验计划被周恩来批准暂缓实施。东风五号01批次剩余的4枚遥测弹被改造为长征二号运载火箭（以及后来的3枚長征二號甲火箭）。
由东风五号第三枚遥测弹改装而来的长征二号首箭，於1974年9月运抵酒泉衛星發射中心展开测试组装工作，1974年11月5日17时40分進行了首次發射。火箭升空20秒后，由於控制系統的一根導線斷裂，陀螺仪数据丢失，致使火箭因姿態失稳自毁，发射試驗失敗。
1975年11月26日，改进型長征二號甲火箭再度發射，成功將中國第一顆返回式衛星送入預定軌道。
由于是利用东风五号01批次剩余的4枚遥测弹改造而来，该型号火箭总共只有4枚，共進行了4次發射，除首次發射失敗外，另外三次均圓滿成功。

## 技術諸元
本节介绍的为长征二号火箭原型型号的数据，其系列的其他发展型号的数据见派生型号章节中各自的主条目。
- 低地軌道酬載：1.8吨
- 離地質量：190吨
- 推力：285.714吨
- 第一節燃料：四氧化二氮+偏二甲肼
- 第二節燃料：四氧化二氮+偏二甲肼

## 派生型号

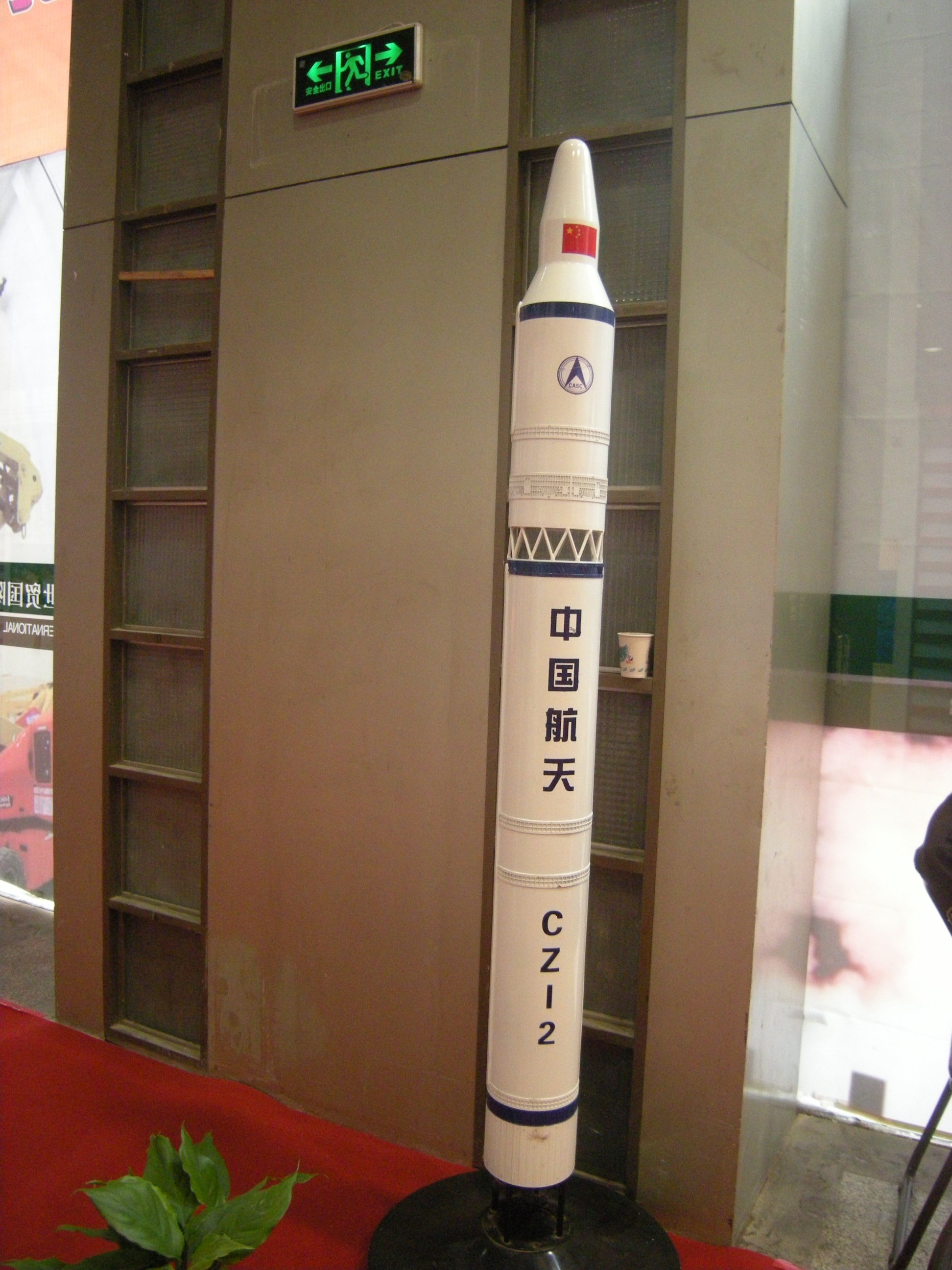
長征二號模型

### 长征二号甲
长征二号甲运载火箭（简作长二甲，CZ-2A）大体就是长征二号运载火箭，但准确指是在1974年长征二号首发失败后，对长征二号第二级作了微小改进后的火箭型号。1975年首发成功后，又成功地发射两次。改进后第二级的“YF-22/23”火箭发动机改称“YF-22A/23A”（22甲/23甲），火箭的型号也同时改作“CZ-2A”（长征二号甲）。这个型号又因与后來的的改进型号长征二号丙非常相似，所以常常造成混淆。一些列表会用“长征二号”或“长征二号甲”来标示1974年11月5日的发射失败，而1975年11月26日、1976年12月7日、1978年1月26日的三次发射与后期的长二丙发射任务一并收录为“长征二号丙”的发射任务。
714工程曾考虑使用长征二号甲发射“曙光号”载人飞船，但该计划在1975年暂停。

## 发射记录
| 飞行次序          | 火箭型号   | 火箭序号       | 起飞时间（UTC+8）       | 发射工位                | 有效载荷                                                                      | 卫星轨道 | 发射结果 |
| ----------------- | ---------- | -------------- | ----------------------- | ----------------------- | ----------------------------------------------------------------------------- | -------- | -------- |
| 1                 | 长征二号   | 701403（遥三） | 1974年11月5日 17时40分  | 酒泉卫星发射中心138工位 | 尖兵一号国土普查卫星00星 （返回式遥感卫星0号00星） （科学探测与技术试验卫星） | 近地軌道 | 失敗     |
| 2                 | 长征二号甲 | 701504（遥四） | 1975年11月26日 11时29分 | 酒泉卫星发射中心138工位 | 尖兵一号国土普查卫星01星 （返回式遥感卫星0号01星） （科学探测与技术试验卫星） | 近地軌道 | 成功     |
| 3                 | 长征二号甲 | （遥五）       | 1976年12月7日 12时38分  | 酒泉卫星发射中心138工位 | 尖兵一号国土普查卫星02星 （返回式遥感卫星0号02星） （科学探测与技术试验卫星） | 近地軌道 | 成功     |
| 4                 | 长征二号甲 | （遥六）       | 1978年1月26日 12时58分  | 酒泉卫星发射中心138工位 | 尖兵一号国土普查卫星03星 （返回式遥感卫星0号03星） （科学探测与技术试验卫星） | 近地軌道 | 成功     |
| \| 成功率：75% \| |            |                |                         |                         |                                                                               |          |          |
| 成功率：75%       |            |                |                         |                         |                                                                               |          |          |

### 数据统计
- 成功
- 计划
- 部分失利
- 失利